# Amerigo Alberani
Amerigo Alberani (auch Ghigo Alberani, * 1942 in Ravenna; † um 1. Januar 2015) war ein italienischer Schauspieler und Filmregisseur.

## Leben
Alberani spielte seit Beginn der 1970er Jahre in italienischen Filmen kleinere Rollen und führte 1972 und 1986 bei zwei Filmen Regie, die er auch selbst schrieb, die jedoch nur begrenzte Verbreitung in den Kinosälen fanden. Mit Nico D’Alessandria gründete er Il Fantasma della Libertè, eine Gesellschaft von Filmautoren und führte für das Fernsehen Regie bei der Sendung A sua immagine.

## Filmografie (Auswahl)
- 1975: Das größte Rindvieh weit und breit (Fantozzi)